# Antički brodolom pred uvalom Pišćenom na Hvaru
Ostatci antičkog brodoloma nalaze se pred uvalom Pišćenom (južna obala Hvara), između uvale Dubovica i naselja Sveta Nedjelja.

## Opis dobra
S južne strane otoka Hvara, pred uvalom Pišćena, jugoistočno od naselja Velog Grablja, na pješčanom dnu, nalaze se ostaci brodoloma. Po površini su razbacani ostaci razbijenih amfora, a u pijesku se naziru i cijele. Lokacija nije bila istraživana. Amfore pripadaju tipu Lamboglia 2, što brodolom datira u razdoblje 2. – 1. stoljeće pr. Kr. Dio tereta je još pod pijeskom, a tu su i drveni ostaci brodske konstrukcije.

## Zaštita
Pod oznakom Z-64 zaveden je kao nepokretno kulturno dobro - pojedinačno, pravna statusa zaštićena kulturnog dobra, klasificirano kao "arheološka baština".